# Tominje
Tominje – wieś w Słowenii, w gminie Ilirska Bistrica. W 2018 roku liczyła 94 mieszkańców.